# Leh Lub Salub Rarng
Leh Lub Salub Rarng (tailandés: เล่ห์ลับสลับร่าง, inglés: Secret Trick While Bodies Switch), es una serie de televisión tailandesa transmitida del 31 de julio del 2017 hasta el 4 de septiembre del 2017 por medio de la cadena Channel 3.

## Sinopsis
Ramin Toongpraplerng, es un oficial de la policía de alto perfil de una importante unidad especial, es un joven hombre egocéntrico y playboy que enamora a las mujeres a pesar de estar comprometido con Nok, a quien engaña. Por otro lado Petra Pawadee, es una superestrella arrogante e ingrata que desprecia a los hombres y a sus compañeros de trabajo. Tanto Ramin como Petra piensan que son mejores que el otro en todos los sentidos y se les dificulta aceptar sus errores debido al orgullo.
Un día cuando se ven enfrentados a una situación de vida o muerte, el karma les hace cambiar accidentalmente de cuerpos, para que aprendan sobre integridad, honestidad, amor y respeto, y así a entender y aprender sobre la vida de cada uno. 
Sus vidas dan un cambio drástico cuando Petra en el cuerpo de Ramin debe enfrentarse a situaciones peligrosas con la policía, mientras que Ramin en el cuerpo de Petra debe enfrentarse a la vida como una celebridad, sin embargo pronto las acciones y conductas de ambos hacen que las personas a su alrededor se confundan y las cosas no mejoran cuando a ambos se les dificulta adaptarse y familiarizarse con el cuerpo del otro. 
Juntos deberán enfrentar varios peligros, dificultades y obstáculos que al final los van a hacer mejorar, compartir, cuidar y amarse el uno al otro. Permitiéndoles regresar a sus cuerpos y darse cuenta de que son almas gemelas.

## Reparto

### Personajes principales
| Actor                          | Personaje                                         | Ocupación                               | N.º de episodios | Duración |
| ------------------------------ | ------------------------------------------------- | --------------------------------------- | ---------------- | -------- |
| Nadech Kugimiya                | Ramin Toongpraplerng (alias "Iron Hands Captain") | Capitán de la Policía                   | 10               | 2017     |
| Urassaya Sperbund              | Petra Pawadee (alias "The Pearl of Asia")         | Actriz / Modelo                         | 10               | 2017     |
| Thanapob "Tor" Leeratanakajorn | Arkom "Kom"                                       | Teniente de la Policía / Amigo de Ramin | 10               | 2017     |

### Personajes secundarios
| Actor                           | Personaje       | Ocupación                  | N.º de episodios | Duración |
| ------------------------------- | --------------- | -------------------------- | ---------------- | -------- |
| Thanatchapan Booranachewaailai  | Jae Aum         | Mánager de Petra           | 10               | 2017     |
| Premmanat "Peck" Suwannanon     | Richard Adisorn | Narcotraficante            | 9                | 2017     |
| Preechaya "Ice" Pongthananikorn | Nok Yoong       | ex-Prometida de Ramin      | 7                | 2017     |
| Daraneenuch "Top" Pohpiti       | Tormanee        | Mánager de Petra / Doctora | 7                | 2017     |
| Seneetunti "Maprang" Wiragarn   | Ajala           | Actriz                     | -                | 2017     |
| Seo Ji Yeon                     | Ji Eun          | Amiga de Nok               | -                | 2017     |
| Sumonthip Leungutai             | Sitala          | Periodista                 | -                | 2017     |
| Schiller "Krerk" Kirk           | Seer            | Adivino                    | -                | 2017     |
| Nithichai Yotamornsunthorn      | Athit Aniruth   | Actor                      | -                | 2017     |
| Premmanat Suwannanon            | -               | -                          | -                | 2017     |
| Rachanee Siralert               | Lady Puangkram  | Madre de Richard           | 4                | 2017     |
| Sommart Praihirun               | -               | -                          | -                | 2017     |
| Oak Keerati                     | -               | -                          | -                | 2017     |
| Thitinun Suwansuk               | -               | -                          | -                | 2017     |
| Ruengrit Wisamol                | -               | -                          | -                | 2017     |
| Dan Chupong                     | -               | -                          | -                | 2017     |
| San Eittisukkhanan              | -               | -                          | -                | 2017     |
| Wichai Jongpasitkhun            | -               | -                          | -                | 2017     |
| Bryon                           | -               | Hijo de Ramin y Petra      | 1                | 2017     |

## Episodios
La serie estuvo conformada por 10 episodios, los cuales fueron emitidos cada lunes y martes a través de Channel 3.

## Premios y nominaciones
| Año  | Categoría                    | Premio                    | Nominados                           | Resultado |
| ---- | ---------------------------- | ------------------------- | ----------------------------------- | --------- |
| 2021 | The Best of Absolutely Asian | HOAC Award of 2020        | "Leh Lub Salub Rarng"               | Ganó      |
| 2018 | Best Actor in a Leading Role | Asian Television Award    | Nadech Kugimiya                     | Nominado  |
| 2018 | Best Actor                   | 9th Annual Nattaraj Award | Nadech Kugimiya                     | Nominado  |
| 2018 | Best Actor                   | Siam Dara Stars Award     | Nadech Kugimiya                     | Ganó      |
| 2018 | Actor of the Year            | Nine Entertain Award      | Nadech Kugimiya                     | Ganó      |
| 2018 | Best Actor                   | Daradaily Award           | Nadech Kugimiya                     | Ganó      |
| 2018 | Best Actor in a Leading Role | TV Gold Award             | Nadech Kugimiya                     | Ganó      |
| 2017 | Couple of the Year           | SeeSan Buntherng Award    | Nadech Kugimiya y Urassaya Sperbund | Ganaron   |

## Producción
Contó con el director Krit Sukramongkol y el productor Mam Thitima Sangkhapitak.
Es un remake de la serie "Leh Lub Salub Rarng", protagonizada por Dom Haetrakul y Cherry Khemapsorn en el 2002.
La serie comenzó sus filmaciones en Phuket Boat Lagoon en junio del 2017.
Contó con el apoyo de la compañía "No Problem" y fue distribuida por Channel 3.

### Música
La música de inicio es "La Lai Lalai" de Christina Aguilar, mientras que la música de cierre es "รักก็คือรัก" de Singto Numchok.